# ウィリアム・ベンティンク (初代ポートランド伯)

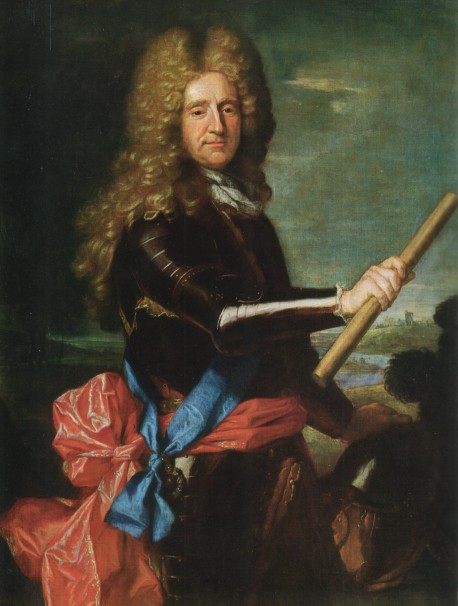
初代ポートランド伯ウィリアム・ベンティンク（イアサント・リゴー画）

初代ポートランド伯爵ウィリアム・ベンティンク（William Bentinck, 1st Earl of Portland, KG, PC, 1649年7月20日 - 1709年11月23日）は、イギリスの貴族・政治家。オランダ出身で、イングランド王兼オランダ総督ウィリアム3世の幼馴染・側近として支え続け、イングランド貴族に叙任された。

## 生涯
ベンティンク男爵ベルンハルトの息子としてオーファーアイセル州で生まれた。幼い頃からオラニエ公ウィレム3世（後のウィリアム3世）の侍従として仕え、1670年から1671年のウィレム3世のイングランド訪問に同行、1675年にウィレム3世が天然痘にかかった時に看病に努めたことからウィレム3世の信頼を得て親友となった。1677年にウィレム3世とイングランド王チャールズ2世の姪でヨーク公ジェームズ（後のジェームズ2世）の娘メアリー（後のメアリー2世）の結婚に先立ちイングランドへ派遣され交渉を務め、1683年と1685年にも再度イングランドへ派遣されている。
1688年、フランス王ルイ14世が大同盟戦争を起こすと、それに先立ち各ドイツ諸侯への交渉に赴き中立・同盟を取り付けた。また、1687年からイングランドの政治家とウィレム3世との折衝を担当、ウィレム3世がイングランド国民へ向けた宣言書の管理、輸送船団の組織や上陸地点の確保、資金調達など入念な下準備を拵えウィレム3世と共にイングランドへ渡海、ジェームズ2世を追放して名誉革命を実現させた。翌1689年、イングランド王となったウィリアム3世から恩賞としてポートランド伯爵に叙せられイングランド貴族の一員となった。枢密院議員にも任命され、引き続きウィリアム3世の側近として仕えた。
大同盟戦争とウィリアマイト戦争ではウィリアム3世に従い1690年のボイン川の戦いに参戦、大陸へ渡り1693年のネールウィンデンの戦い、1695年の第二次ナミュール包囲戦にも従軍しているが、外交の任務が主であり1690年にアムステルダム市長と交渉してウィリアム3世との仲を取り持ち、1696年のジャコバイトのウィリアム3世暗殺計画を未然に防ぎ、翌1697年にブリュッセルへ派遣されフランスの将軍ブーフレールと交渉してレイスウェイク条約の締結にこぎつけた。同年に駐仏大使に任命、1698年1月にパリへ派遣され半年間務めた後、スペイン王カルロス2世死後の領土分割でフランスと交渉、1700年にロンドン条約を結んだ。
しかし、ウィリアム3世が同じオランダ人のアーノルド・ヴァン・ケッペルを重用したことに不満を抱き1699年に辞任した。その上、ウィリアム3世からイングランドの土地や爵位を与えられたことや議会に内密でスペイン分割条約に調印したことから1701年に議会の弾劾を受け、弾劾は途中で中止されたが政界から排除された。以後はバッキンガムシャーの屋敷へ移り死ぬまで生活したが、1702年にウィリアム3世の最期を看取り、後を継いだ義妹のアンの諮問に応じたりしている。
1709年、60歳で死去。息子のヘンリー・ベンティンクが爵位を継承、1716年にティッチフィールド侯爵とポートランド公爵を授かり公爵家に昇格した。以後ベンティンク家はイギリス貴族として繁栄、有力政治家も多数輩出していった。18世紀と19世紀を通して2度首相を務めた第3代ポートランド公爵ウィリアム・キャヴェンディッシュ＝ベンティンクは曾孫に当たる。
オランダに住んでいた頃、庭園に珍しい植物を栽培していて、それらを写本（コデックス・ベンティンギアナ、Codex Beitingiana）として纏めていた。但し、写本は現存していない。

## 子女
1678年、初代バッキンガム公ジョージ・ヴィリアーズの甥に当たるサー・エドワード・ヴィリアーズの娘アン・ヴィリアーズ（1633年 - 1688年）と結婚、6人の子を儲けた。
1. メアリー（1679年 - 1726年） - エセックス伯アルジャーノン・カペルと結婚
2. ウィリアム（1681年 - 1688年）
3. ヘンリー（1682年 - 1726年） - ポートランド伯、ポートランド公、ティッチフィールド侯
4. アン・マーガレット（1683年 - 1763年） - ワッセナー男爵アレンと結婚
5. フランシス・ウィルヘルミナ（1684年 - 1712年） - バイロン男爵ウィリアム・バイロンと結婚
6. エリザベス（1688年 - 1728年） - キングストン＝アポン＝ハル公イブリン・ピエールポントと結婚

1700年、ジェーン・マーサ・テンプル（1672年 - 1751年）と再婚、6人の子を儲けた。
1. ソフィア（? - 1741年） - ケント公ヘンリー・グレイと結婚
2. エリザベス・アドリアナ（? - 1756年） - ヘンリー・エガートンと結婚
3. バーバラ（? - 1736年） - ゴドルフィン男爵フランシス・ゴドルフィンと結婚
4. ウィリアム（1704年 - 1774年） - ベンティンク伯。ポートランド伯ヘンリー・ベンティンクの先祖。
5. チャールズ・ジョン（1708年 - 1779年） - カドガン伯ウィリアム・カドガンの娘マーガレットと結婚
6. ハリエット（1709年 - 1792年） - クランブラシル伯ジェームズ・ハミルトンと結婚